# Стоун-Хилл (Монтана)
Стоун-Хилл (с англ. Stone Hill) — область для скалолазания на северо-западе штата Монтаны, примерно в 15 милях (24 км) от города Эврики, и недалеко от озера Кукануса.
Значительный вклад в развитие Стоун-Хилла внёс Стив Стал (с англ. Steve Stahl). Благодаря нему, было установлено более 260 маршрутов в период с 2000 до 2003 года, что является половиной от всех маршрутов.
Скалы Стоун-Хилла представляют собой очень крепкий графит, для него характерны следующие свойства: острые углы; плиты под крутым углом; небольшие «крыши», находящиеся в горизонтальном положении.
Сезон скалолазания, где больше всего людей — с конца февраля до конца октября. На данный момент (2025 год) количество маршрутов составляет более 500, большинство являются сложными.